# Kasteel Mir

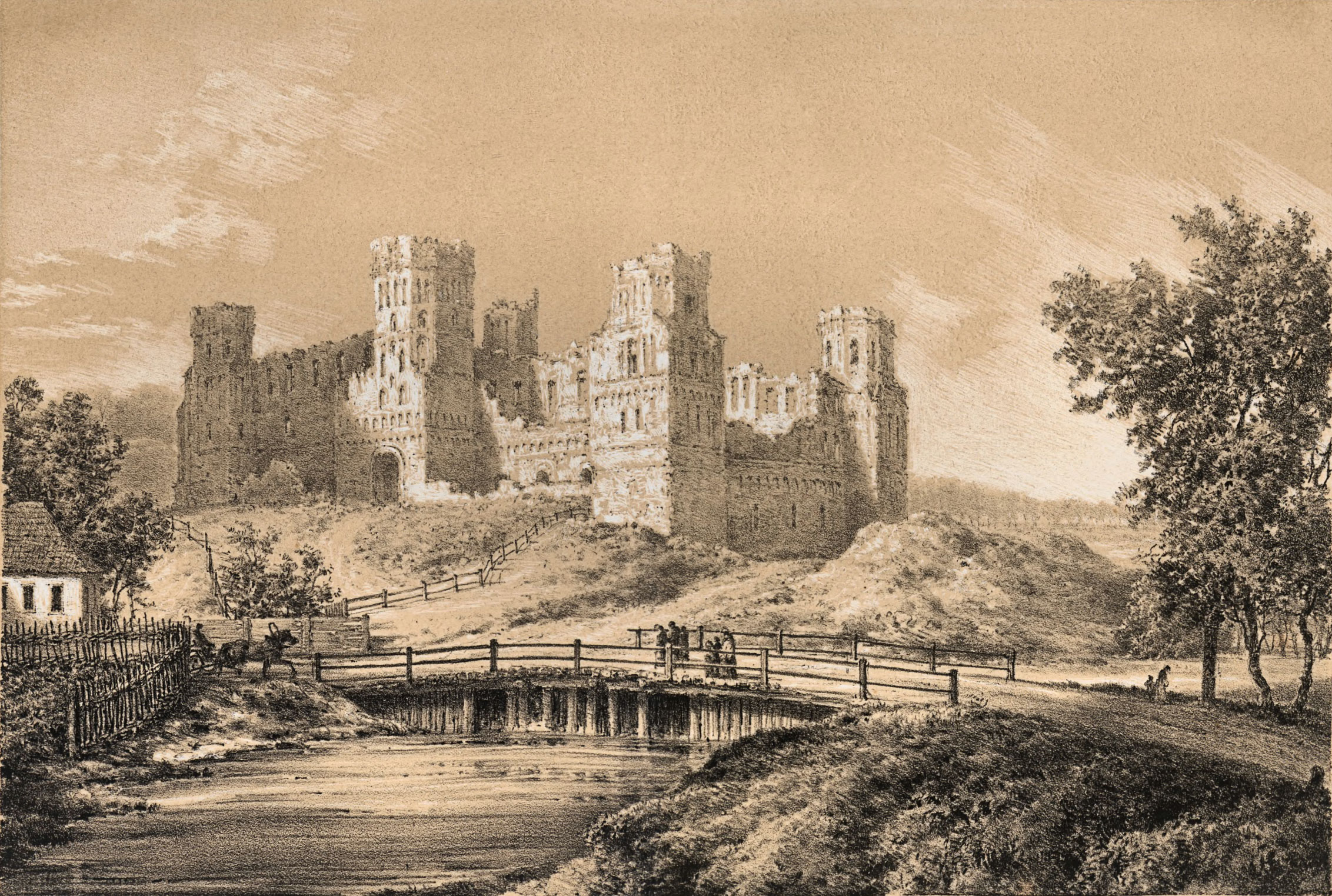
Tekening door Napoleon Orda, 1876

Het kasteel Mir (Wit-Russisch: Мірскі замак) ligt in de buurt van Mir in Wit-Rusland, 29 kilometer ten noordwesten van kasteel Nesvizh. In het jaar 2000 werd het kasteel op de Werelderfgoedlijst van de UNESCO geplaatst.
De bouw van het kasteel begon aan het einde van de 15e eeuw, in gotische stijl. Het kasteel werd door graaf Ilinich aan het begin van de 16e eeuw voltooid. Rond 1568 kwam het kasteel in handen van graaf Radziwil, die het kasteel verbouwde naar renaissancestijl. Een paleis van drie verdiepingen werd langs de oostelijke en noordelijke muren van het kasteel gebouwd. Gepleisterde façades werden verfraaid met kalksteenportalen, platen, balkons en portieken. Er zijn tevens een aantal elementen in barokke stijl aan toegevoegd.
Nadat het bijna een eeuw had leeg gestaan en zware schade had opgelopen tijdens het bewind van Napoleon, werd het kasteel aan het einde van de 19e eeuw gerestaureerd.
In 1813, na de dood van Dominik Radziwill, kwam het kasteel in handen van zijn dochter Stefania, die trouwde met Ludwig zu Sayn-Wittgenstein-Berleburg. Daarna werd het kasteel eigendom van hun dochter Maria, die trouwde met prins Chlodwig Hohenloche-Schillingfurst. Hun zoon, Maurice Hohenloche-Schilligfurst, verkocht het kasteel in 1895 aan Mikolaj Swiatopelk-Mirski van de familie Bialynia. Mikolajs zoon Michal is begonnen het kasteel te herbouwen volgens het plan van architect Teodor Bursze. De familie Swiatopelk-Mirski heeft het kasteel tot 1939 in zijn bezit gehad.
Het land eromheen was aangelegd als een park. De huidige vorm van het kasteel is een testament van de vaak turbulente geschiedenis van deze regio in Wit-Rusland.